# Enzo Di Gianni
Enzo Di Gianni (eigentlich Vincenzo Esposito, * 26. Juni 1908 in Neapel; † 3. März 1975 in Rom) war ein italienischer Dichter, Liedtexter, Drehbuchautor und Filmregisseur.

## Leben
Di Gianni veröffentlichte 1928 einen Lyrikband und widmete sich ab 1935 der Musik als Verfasser neapolitanischer Lieder zu. Unter seinen bekanntesten Schöpfungen sind Nammuratella und Dimme addo staje. Er verfasste daneben auch Theaterstücke, vor allem musikalische Komödien.
1948 wagte er sich wieder auf neues Terrain, als er mit dem von Guido Brignone inszenierten Montana sacra einen Film nach seinem gleichnamigen Lied schrieb und produzierte. Im Folgejahr übernahm er für Le due madonne neben Giorgio Simonelli auch die Ko-Regie. Bis 1955 folgten fünf Filme in alleiniger Verantwortung, die vor allem für die südlichen Provinzen Italiens konzipiert waren. Zwischen 1963 und 1966 folgte eine Reihe von vier weiteren Filmen komödiantisch-frivoler Natur.
Di Gianni war seit 1941 mit der Sängerin Eva Nova verheiratet.

## Filmografie (Auswahl)
- 1949: Le due madonne
- 1963: Scandali nudi (Scandali nudi)